# Olea rosea
Espèce
Classification phylogénétique
Olea rosea Craib (en langue chinoise translittérée : hong hua mu xi lan) est une espèce de plantes à fleurs de la famille des Oleaceae et du genre Olea. C'est un arbuste ou un petit arbre qui pousse en Asie (Chine, Cambodge, Laos, Thaïlande et Vietnam).

## Description

### Appareil végétatif
Ce sont des buissons ou de petits arbres de 2 à 15 m, polygamo-dioïques. Les petites branches sont cylindriques et longues, densément pubescentes. Le pétiole mesure 0,5 à 1,5 mm, densément poilus ou glabrescents. Le limbe de la feuille est lancéolé à étroitement ovale-elliptique, mesurant 7 à 17,5 cm par 2,6 à 6,5 cm, coriace et poilu à la face abaxiale, spécialement sur la nervure principale et les nervures primaires. La base est cunéiforme ou denticulée par endroits. L'apex est acuminé à caudato-acuminé. Les nervures primaires sont au nombre de 6 à 10 de chaque côté de la nervure centrale, légèrement déprimées sur la face adaxiale, distinctement saillantes sur la face abaxiale.

### Appareil reproducteur
Les panicules floraux sont terminaux ou axillaires, densément poilus, ceux des fleurs staminées de 2,5 à 14 cm par 2.4 à 7 cm. Les panicules de fleurs bisexuées sont de 1,2 à 3(-10) cm, poilu. Le calice a des lobes mesurant 0,5 à 1 mm, polus. La corolle est blanc-jaune vers rose pâle, de 1,5 à 2,5 mm avec des lobes suborbiculaires de 0,5 à 1 mm. Le pédicelle des fleurs staminées mesure 0,5 à 2 mm. Le calice est identique à celui des fleurs staminées. La corolle est de 3 à 4 mm avec des lobes orbiculaire de 0,5 à 1 mm à 1,3 mm, émoussés.
Les fruits sont des drupes, rouges à pourpres à maturité, ellipsoïdes allongés de 1,2 à 1,7 cm par 5 à 6 mm, noircissant et se ridant quand ils sont secs. La floraison a lieu de février à septembre, la fructification de juillet à novembre.

### Répartition géographique
Forêts humides et denses dans les vallées, de 800 à 1800 m.
- Asie tempérée :
  - Chine : Yunnan
- Asie tropicale :
  - Indochine : Cambodge ; Laos; Thaïlande ; Vietnam

## Taxonomie
- Linociera menghaiensis H. T. Chang
- Olea densiflora H. L. Li.

## Utilisations
Arbuste décoratif. Cette espèce intéresse les créateurs de bonsaïs.